# گرین ایکرز (کالیفرنیا)
گرین ایکرز (به انگلیسی: Greenacres) یک منطقهٔ مسکونی در ایالات متحده آمریکا است که در شهرستان کرن، کالیفرنیا واقع شده‌است. گرین ایکرز ۵٫۱۶۰ کیلومتر مربع مساحت و ۵٬۵۶۶ نفر جمعیت دارد و ۱۱۶ متر بالاتر از سطح دریا واقع شده‌است.